# Municipalité (Bosnie-Herzégovine)

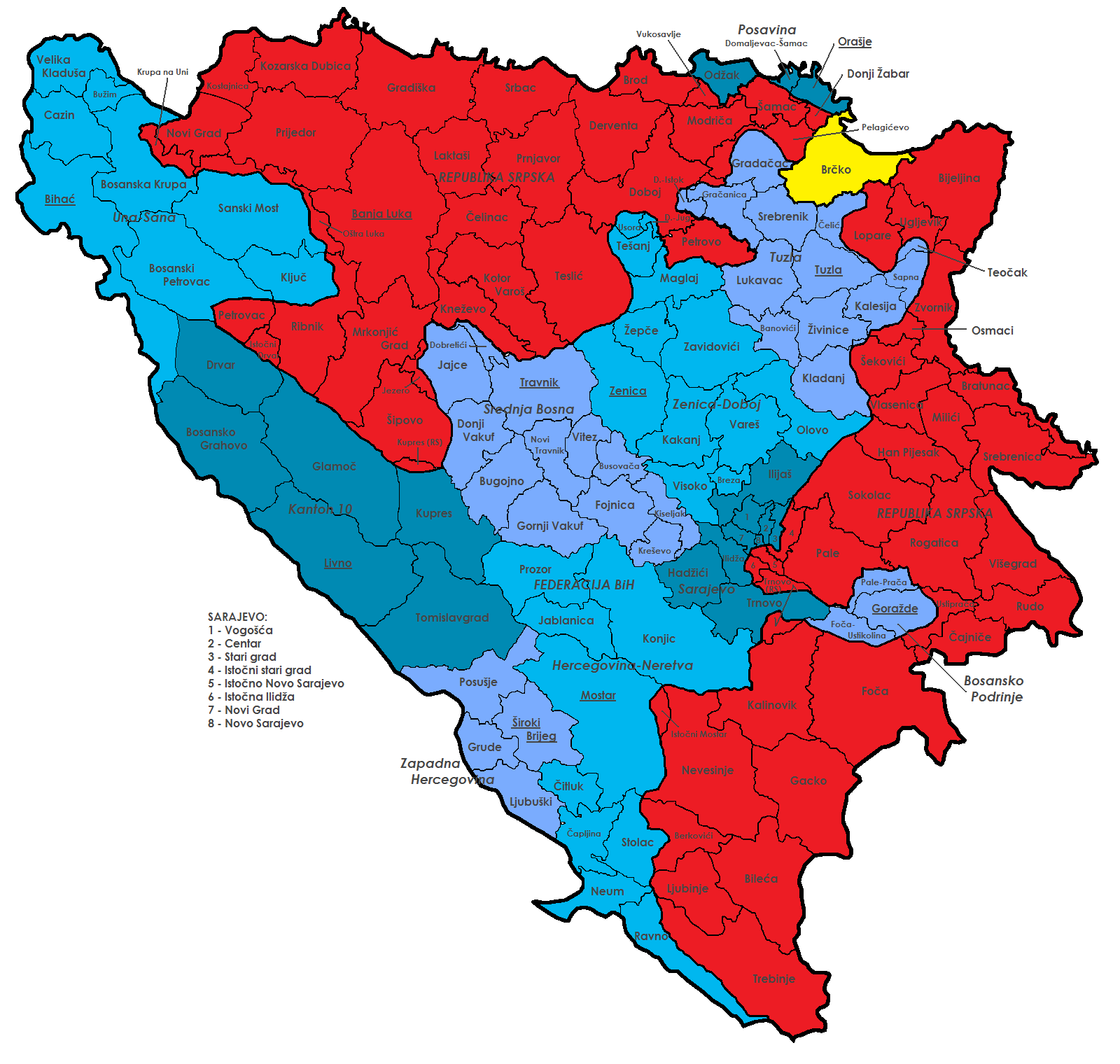
Carte des municipalités de Bosnie-Herzégovine

La municipalité (en bosnien : općina ; en serbe cyrillique : општина) est une unité administrative de la Bosnie-Herzégovine.
Avant la guerre de Bosnie, le pays comptait 109 municipalités, dont 10 faisaient partie du secteur de Sarajevo, la capitale. Après la guerre, leur nombre a été porté à 142 : 79 municipalités dans la fédération de Bosnie-et-Herzégovine et 62 dans la république serbe de Bosnie (Republika Srpska) ; le district de Brčko, quant à lui, n'appartient à aucune des deux entités du pays. Dans la fédération, les municipalités font partie d'un kanton, tandis qu'en Republika Sprska elles font partie de régions qui ne possèdent pas de statut administratif officiel.

## Municipalités de la fédération de Bosnie-et-Herzégovine
La fédération de Bosnie-et-Herzégovine compte les municipalités suivantes :
| Emblème | Municipalité          | Canton                 | Superficie (km²) | Population en 1991 | Population en 2013 | Commentaire éventuel |
| ------- | --------------------- | ---------------------- | ---------------- | ------------------ | ------------------ | --- |
|         | Banovići              | Tuzla                  | 176              | 26 590             | 23 431             | |
|         | Bosanska Krupa        | Una-Sana               | 556              | 58 320             | 29 659             | En 1995, les municipalités de Krupa na Uni (république serbe de Bosnie) et de Bužim (fédération de Bosnie-et-Herzégovine) ont été créées sur une partie de son territoire.                                                                      |
|         | Bosanski Petrovac     | Una-Sana               | 717              | 15 621             | 7 946              | En 1995, la municipalité de Petrovac (république serbe de Bosnie) a été créée sur son territoire. |
|         | Bosansko Grahovo      | Canton 10              | 780              | 8 311              | 3 091              | |
|         | Breza                 | Zenica Doboj           | 83               | 17 317             | 14 564             | |
|         | Bugojno               | Bosnie centrale        | 366              | 46 889             | 34 559             | |
|         | Busovača              | Bosnie centrale        | 158              | 18 879             | 18 488             | |
|         | Bužim                 | Una-Sana               | 129              | -                  | 20 298             | La municipalité a été créée en 1995 sur une partie du territoire de Bosanska Krupa |
|         | Čapljina              | Herzégovine-Neretva    | 256              | 27 882             | 28 122             | |
|         | Cazin                 | Una-Sana               | 356              | 63 409             | 69 411             | |
|         | Čelić                 | Tuzla                  | 132              | -                  | 12 083             | La municipalité a été créée après la guerre de Bosnie-Herzégovine sur le territoire de celle de Lopare (rattachée à la république serbe de Bosnie).                                                                                             |
|         | Čitluk                | Herzégovine-Neretva    | 181              | 15 083             | 18 552             | |
|         | Doboj Istok           | Tuzla                  | 40               | -                  | 10 866             | La municipalité a été créée en 1998 sur le territoire de l'actuelle ville de Doboj (république serbe de Bosnie). |
|         | Doboj Jug             | Zenica Doboj           | 10,2             | -                  | 4 409              | La municipalité a été créée à la suite des accords de Dayton (1995) sur le territoire de l'actuelle ville de Doboj (république serbe de Bosnie).                                                                                                |
|         | Dobretići             | Bosnie centrale        | 59               | -                  | 2 041              | La municipalité a été créée à la suite des accords de Dayton (1995) sur le territoire de l'ancienne municipalité de Skender Vakuf, aujourd'hui Kneževo (république serbe de Bosnie).                                                            |
|         | Domaljevac-Šamac      | Posavina               | 42               | -                  | 5 216              | La municipalité a été créée à la suite des accords de Dayton (1995) sur le territoire de l'ancienne municipalité de Bosanski Šamac, aujourd'hui Šamac (république serbe de Bosnie).                                                             |
|         | Donji Vakuf           | Bosnie centrale        | 325              | 24 544             | 14 739             | |
|         | Drvar                 | Canton 10              | 589,3            | 17 126             | 7 506              | Après la guerre de Bosnie-Herzégovine, une partie du territoire de la municipalité a été rattachée à la municipalité d'Istočni Drvar intégrée à la république serbe de Bosnie ; d'autres villages ont été rattachés à la municipalité de Bihać. |
|         | Foča-Ustikolina       | Podrinje bosnien       | 180              | -                  | 2 213              | La municipalité a été créée après la guerre de Bosnie-Herzégovine, à la suite des accords de Dayton (1995), sur le territoire de la municipalité de Foča (république serbe de Bosnie).                                                          |
|         | Fojinica              | Bosnie centrale        | 306              | 16 296             | 13 047             | |
|         | Glamoč                | Canton 10              | 1 033,9          | 12 593             | 4 038              | |
|         | Goražde               | Podrinje bosnien       | 248,8            | 37 573             | 22 080             | Après la guerre de Bosnie-Herzégovine, la municipalité de Novo Goražde a été créée sur le territoire de Goražde et rattachée à la république serbe de Bosnie.                                                                                   |
|         | Gornji Vakuf-Uskoplje | Bosnie centrale        | 402,7            | 25 181             | 22 304             | |
|         | Gračanica             | Tuzla                  | 219,5            | 59 134             | 48 395             | Après la guerre de Bosnie-Herzégovine, la municipalité de Petrovo, rattachée à la république serbe de Bosnie, a été créée sur son ancien territoire.                                                                                            |
|         | Gradačac              | Tuzla                  | 252,32           | 56 581             | 41 836             | Après la guerre de Bosnie-Herzégovine, une portion de son territoire a été rattachée à la municipalité nouvellement créée de Pelagićevo et intégrée à la république serbe de Bosnie.                                                            |
|         | Grude                 | Herzégovine de l'Ouest | 220,8            | 16 358             | 17 865             | |
|         | Hadžići               | Sarajevo               | 273              | 24 200             | 24 979             | |
|         | Ilijaš                | Sarajevo               | 309              | 25 184             | 20 504             | |
|         | Jablanica             | Herzégovine-Neretva    | 301              | 12 691             | 10 580             | |
|         | Jajce                 | Bosnie centrale        | 339              | 45 007             | 30 758             | Après la guerre de Bosnie-Herzégovine, une partie de son territoire fut rattachée à la municipalité de Jezero nouvellement créée et intégrée à la république serbe de Bosnie.                                                                   |
|         | Kakanj                | Zenica Doboj           | 462              | 55 950             | 38 937             | |
|         | Kalesija              | Tuzla                  | 201              | 41 809             | 36 748             | Après la guerre de Bosnie-Herzégovine, une partie de la municipalité a été rattachée à la municipalité d'Osmaci nouvellement créée et intégrée à la république serbe de Bosnie.                                                                 |
|         | Kiseljak              | Bosnie centrale        | 165              | 24 164             | 21 919             | |
|         | Kladanj               | Tuzla                  | 325              | 16 070             | 13 041             | |
|         | Ključ                 | Una-Sana               | 358              | 37 391             | 18 714             | Après la guerre de Bosnie-Herzégovine, la municipalité de Ribnik, intégrée à la république serbe de Bosnie, a été créée sur son territoire. |
|         | Konjic                | Herzégovine-Neretva    | 1 169            | 43 878             | 26 381             | Après la guerre de Bosnie-Herzégovine, une petite partie des municipalités de Kalinovik et de Nevesinje a été intégrée à son territoire. |
|         | Kreševo               | Bosnie centrale        | 149              | 6 731              | 5 638              | |
|         | Kupres                | Canton 10              | 569,8            | 9 618              | 5 573              | Après la guerre de Bosnie-Herzégovine, la municipalité de Kupres (république serbe de Bosnie) a été formée sur une partie de son territoire. |
|         | Livno                 | Canton 10              | 994              | 40 600             | 37 487             | |
|         | Ljubuški              | Herzégovine de l'Ouest | 292,7            | 28 340             | 29 521             | |
|         | Lukavac               | Tuzla                  | 337              | 57 070             | 46 731             | |
|         | Maglaj                | Zenica Doboj           | 290              | 43 388             | 24 980             | Après la guerre de Bosnie-Herzégovine, une partie de son territoire a été rattachée à la république serbe de Bosnie ; en 2001, quelques villages ont été intégrés dans la municipalité de Žepče.                                                |
|         | Neum                  | Herzégovine-Neretva    | 225              | 4 325              | 4 960              | |
|         | Novi Travnik          | Bosnie centrale        | 242              | 30 713             | 25 107             | |
|         | Odžak                 | Posavina               | 118              | 30 056             | 21 289             | Après la guerre de Bosnie-Herzégovine, la municipalité de Vukosavlje a été formée sur une partie de son territoire et intégrée à la république serbe de Bosnie.                                                                                 |
|         | Olovo                 | Zenica-Doboj           | 407,8            | 16 956             | 10 578             | Après la guerre de Bosnie-Herzégovine quelques localités de la municipalité ont été entièrement ou partiellement intégrées à la république serbe de Bosnie.                                                                                     |
|         | Orašje                | Posavina               | 121,8            | 28 367             | 21 584             | Après la guerre de Bosnie, la municipalité de Donji Žabar a été formée sur une partie de son territoire. |
|         | Pale-Prača            | Podrinje bosnien       | 130              | -                  | 1 043              | La municipalité a été créée après la guerre de Bosnie-Herzégovine principalement sur le territoire de celle de Pale (rattachée à la république serbe de Bosnie).                                                                                |
|         | Posušje               | Herzégovine de l'Ouest | 461,1            | 17 134             | 20 698             | |
|         | Prozor-Rama           | Herzégovine-Neretva    | 477              | 19 760             | 19 760             | La municipalité est également connue sous le nom de « Prozor ». |
|         | Ravno                 | Herzégovine-Neretva    | 323              | 1 771              | 3 328              | Ravno a été intégrée à la municipalité de Trebinje en 1963 ; après la guerre de Bosnie-Herzégovine, elle a retrouvé son statut de municipalité.                                                                                                 |
|         | Sanski Most           | Una-Sana               | 781              | 60 307             | 47 359             | Après la guerre de Bosnie-Herzégovine, la municipalité d'Oštra Luka a été formée sur une partie de son territoire et intégrée à la république serbe de Bosnie.                                                                                  |
|         | Sapna                 | Tuzla                  | 118              | 13 500             | 12 136             | La municipalité a été créée en 1998 sur le territoire de celle de Zvornik (république serbe de Bosnie) |
|         | Srebrenik             | Tuzla                  | 249              | 40 896             | 42 762             | |
|         | Stolac                | Herzégovine-Neretva    | 280              | 18 681             | 14 889             | Après la guerre de Bosnie-Herzégovine, la municipalité de Berkovići a été formée sur une partie de son territoire et intégrée à la république serbe de Bosnie.                                                                                  |
|         | Teočak                | Tuzla                  | 29               | 7 200              | 7 607              | La municipalité a été créée après la guerre de Bosnie-Herzégovine sur le territoire de la municipalité d'Ugljevik (république serbe de Bosnie).                                                                                                 |
|         | Tešanj                | Zenica Doboj           | 163              | 48 480             | 46 135             | Après la guerre de Bosnie-Herzégovine, une partie de son territoire a été rattachée à la municipalité de Teslić (république serbe de Bosnie) ; une autre partie a contribué à former la municipalité d'Usora nouvellement créée.                |
|         | Tomislavgrad          | Canton 10              | 967,4            | 30 009             | 33 032             | |
|         | Travnik               | Bosnie centrale        | 529              | 70 747             | 57 543             | |
|         | Trnovo                | Sarajevo               | 337              | -                  | 1 830              | Après la guerre de Bosnie-Herzégovine, un tiers du territoire municipal a servi à former une autre municipalité de Trnovo intégrée quant à elle dans la république serbe de Bosnie.                                                             |
|         | Usora                 | Zenica-Doboj           | 49,8             | -                  | 7 568              | La municipalité a été créée après la guerre de Bosnie-Herzégovine à partir de territoires prélevés sur les municipalités de Doboj et de Tešanj.                                                                                                 |
|         | Vareš                 | Zenica-Doboj           | 390,1            | 22 203             | 9 556              | |
|         | Velika Kladuša        | Una-Sana               | 331              | 52 908             | 44 770             | |
|         | Visoko                | Zenica Doboj           | 230,8            | 46 160             | 41 352             | |
|         | Vitez                 | Bosnie centrale        | 159              | 27 859             | 27 006             | |
|         | Vogošća               | Sarajevo               | 71,7             | 10 598             | 11 216             | |
|         | Zavidovići            | Zenica Doboj           | 556              | 57 164             | 40 272             | |
|         | Žepče                 | Zenica Doboj           | 282              | 22 966             | 31 582             | En 2001, plusieurs villages autrefois rattachés à Maglaj et à Zavidovići ont été intégrés à la municipalité. |
|         | Živinice              | Tuzla                  | 291              | 54 783             | 61 201             | |

## Villes (gradovi) et municipalités urbaines de la fédération de Bosnie-et-Herzégovine
| Emblème | Ville         | Canton                 | Emblème       | Municipalité urbaine | Superficie (km²) | Population en 1991 | Population en 2013 | Remarques éventuelles |
| ------- | ------------- | ---------------------- | ------------- | -------------------- | ---------------- | ------------------ | --- | --- |
|         | Bihać         | Una-Sana               | -             | -                    | 900              | 70 732             | 61 186 | |
|         | Mostar        | Herzégovine-Neretva    | -             | -                    | 1 175            | 126 628            | 113 169 | Après la guerre de Bosnie-Herzégovine, la municipalité d'Istočni Mostar, intégrée à la république serbe de Bosnie, a été formée sur une partie de son territoire. |
|         | Sarajevo      | Sarajevo               | -             | Centar               | 33               | 79 286             | 59 238 | |
| -       | Sarajevo      | Sarajevo               | Ilidža        | 332,3                | 63 719           | 71 892             | Après la guerre de Bosnie-Herzégovine, la municipalité d'Istočna Ilidža, rattachée à la ville d'Istočno Sarajevo et à la république serbe de Bosnie, a été formée sur une partie de son territoire.        | |
| -       | Sarajevo      | Sarajevo               | Novi Grad     | 47,2                 | 136 616          | 124 471            | | |
|         | Sarajevo      | Sarajevo               | Novo Sarajevo | 9,9                  | 95 089           | 68 802             | Après la guerre de Bosnie-Herzégovine, la municipalité d'Istočno Novo Sarajevo, rattachée à la ville d'Istočno Sarajevo et à la république serbe de Bosnie, a été formée sur une partie de son territoire. | |
| -       | Sarajevo      | Sarajevo               | Stari Grad    | 51,4                 | 50 744           | 38 911             | Après la guerre de Bosnie-Herzégovine, la municipalité d'Istočni Stari Grad, rattachée à la ville d'Istočno Sarajevo et à la république serbe de Bosnie, a été formée sur une partie de son territoire.    | |
|         | Široki Brijeg | Herzégovine de l'Ouest |               |                      | 388              | 27 160             | 29 809 | |
|         | Tuzla         | Tuzla                  |               |                      | 302,35           | 131 618            | 120 441 | |
|         | Zenica        | Zenica-Doboj           |               |                      | 558,5            | 145 517            | 115 134 | |

## Municipalités de la république serbe de Bosnie
La république serbe de Bosnie compte les municipalités suivantes :
| Emblème | Municipalité    | Superficie (km²) | Population en 1991 | Population en 2013 | Commentaire éventuel                                                                      |
| ------- | --------------- | ---------------- | ------------------ | ------------------ | ----------------------------------------------------------------------------------------- |
|         | Berkovići       | 241,27           | -                  | 2 272              | Créée en 1995 sur le territoire de Stolac                                                 |
|         | Bileća          | 632,35           | 13 284             | 11 536             |                                                                                           |
|         | Bratunac        | 291,71           | 33 619             | 21 619             |                                                                                           |
|         | Brod            | 228,46           | 34 138             | 17 943             |                                                                                           |
|         | Čajniče         | 274,60           | 8 956              | 5 449              |                                                                                           |
|         | Čelinac         | 362,09           | 18 713             | 16 874             |                                                                                           |
|         | Derventa        | 516,41           | 56 489             | 30 177             |                                                                                           |
|         | Donji Žabar     | 49,80            | -                  | 1 297              | Créée en 1995 sur le territoire d'Orašje                                                  |
|         | Foča            | 1 114,06         | 40 513             | 19 811             | En 1995, la municipalité de Foča-Ustikolina a été créée sur une partie de son territoire. |
|         | Gacko           | 735,89           | 10 788             | 9 734              |                                                                                           |
|         | Gradiška        | 762,06           | 59 974             | 56 727             |                                                                                           |
|         | Han Pijesak     | 326,75           | 6 348              | 3 844              |                                                                                           |
|         | Istočni Drvar   | 66,17            | -                  | 109                | Créée en 1995 sur le territoire de Drvar                                                  |
|         | Istočni Mostar  | 85,72            | -                  | 280                | Créée en 1995 sur le territoire de Mostar                                                 |
|         | Jezero          | 29,21            |                    | 1 341              | Créée en 1996 sur le territoire de Jajce                                                  |
|         | Kalinovik       | 678,92           | 4 667              | 2 240              |                                                                                           |
|         | Kneževo         | 318,93           | 19 418             | 10 428             |                                                                                           |
|         | Kostajnica      | 85,11            | -                  | 6 308              | Recréée en 1995 sur le territoire de Bosanski Novi                                        |
|         | Kotor Varoš     | 545,49           | 36 853             | 22 001             |                                                                                           |
|         | Kozarska Dubica | 497,92           | 31 606             | 23 074             |                                                                                           |
|         | Krupa na Uni    | 104,43           | -                  | 1 687              | Créée en 1995 sur le territoire de Bosanska Krupa                                         |
|         | Kupres          | 35,04            | -                  | 320                | Créée en 1995 sur le territoire de Kupres (fédération de Bosnie-et-Herzégovine)           |
|         | Laktaši         | 388,17           | 29 832             | 36 848             |                                                                                           |
|         | Ljubinje        | 321,97           | 4 172              | 3 756              |                                                                                           |
|         | Lopare          | 283,87           | 32 537             | 16 568             |                                                                                           |
|         | Milići          | 266,99           | -                  | 12 272             | Créée en 1995 sur le territoire de Vlasenica                                              |
|         | Modriča         | 314,22           | 35 613             | 27 799             |                                                                                           |
|         | Mrkonjić Grad   | 638,19           | 27 395             | 18 136             |                                                                                           |
|         | Nevesinje       | 1 040            | 14 448             | 13 758             |                                                                                           |
|         | Novi Grad       | 483,22           | 41 665             | 28 799             |                                                                                           |
|         | Novo Goražde    | 118,66           | -                  | 3 391              | Créée en 1995 sur le territoire de Goražde                                                |
|         | Osmaci          | 71,35            | -                  | 6 172              | Créée en 1995 sur le territoire de Kalesija                                               |
|         | Oštra Luka      | 204,65           | -                  | 2 997              | Créée en 1995 sur le territoire de Sanski Most                                            |
|         | Pelagićevo      | 178              | -                  | 7 332              | Créée en 1995 sur le territoire de Gradačac                                               |
|         | Petrovac        | 146,20           | -                  | 367                | Créée en 1995 sur le territoire de Bosanski Petrovac                                      |
|         | Petrovo         | 106,31           | -                  | 7 010              | Officiellement créée en 1995 sur le territoire de Gračanica et de Lukavac                 |
|         | Prnjavor        | 629,96           | 47 055             | 38 399             |                                                                                           |
|         | Ribnik          | 501,96           | -                  | 6 517              | Créée en 1995 sur le territoire de Ključ                                                  |
|         | Rogatica        | 636,42           | 21 978             | 11 603             |                                                                                           |
|         | Rudo            | 343,53           | 11 571             | 8 834              |                                                                                           |
|         | Šamac           | 185,15           | 32 960             | 19 041             |                                                                                           |
|         | Šekovići        | 218,79           | 9 629              | 7 771              |                                                                                           |
|         | Šipovo          | 550,52           | 15 579             | 10 820             |                                                                                           |
|         | Srbac           | 452,73           | 21 840             | 19 001             |                                                                                           |
|         | Srebrenica      | 533,32           | 36 666             | 15 242             |                                                                                           |
|         | Stanari         | ?                | -                  | -                  | Créée en 2014 sur le territoire de la ville de Doboj,                                     |
|         | Teslić          | 846              | 59 854             | 41 904             |                                                                                           |
|         | Ugljevik        | 173,37           | 25 587             | 16 538             |                                                                                           |
|         | Višegrad        | 448,93           | 21 199             | 11 774             |                                                                                           |
|         | Vlasenica       | 225,20           | 33 942             | 12 349             |                                                                                           |
|         | Vukosavlje      | 86,83            | -                  | 5 426              | Créée en 1995 sur le territoire d'Odžak                                                   |
|         | Zvornik         | 371,96           | 81 295             | 63 686             |                                                                                           |

## Villes (gradovi) et municipalités urbaines de la république serbe de Bosnie
| Emblème | Ville            | Emblème               | Municipalité urbaine | Superficie (km²) | Population en 1991 | Population en 2013 | Remarques éventuelles |
| ------- | ---------------- | --------------------- | -------------------- | ---------------- | ------------------ | --- | --- |
|         | Banja Luka       | -                     | -                    | 1 238,91         | 195 692            | 199 191 | |
|         | Bijeljina        | -                     | -                    | 733,85           | 96 988             | 114 663 | |
|         | Doboj            | -                     | -                    | 648              | 102 549            | 77 223 | Après la guerre de Bosnie-Herzégovine, Doboj a connu plusieurs redécoupages ; en 2014, la municipalité de Stanari a été créée sur la partie occidentale de son territoire.           |
|         | Istočno Sarajevo | -                     | Istočna Ilidža       | 27,9             | -                  | 15 233 | Après la guerre de Bosnie-Herzégovine, la municipalité a été formée sur une partie du territoire de la municipalité d'Ilidža d'avant guerre.                                         |
| -       | Istočno Sarajevo | Istočni Stari Grad    | 69,84                | -                | 1 175              | Après la guerre de Bosnie-Herzégovine, la municipalité a été formée sur une partie du territoire de la municipalité de Stari Grad d'avant guerre.                                                                                              | |
|         | Istočno Sarajevo | Istočno Novo Sarajevo | 34,69                | -                | 11 477             | Après la guerre de Bosnie-Herzégovine, la municipalité a été formée sur une partie du territoire de la municipalité de Novo Sarajevo d'avant guerre.                                                                                           | |
| -       | Istočno Sarajevo | Pale                  | 492,8                | 16 355           | 22 282             | Après la guerre de Bosnie-Herzégovine, la municipalité de Pale-Prača a été formée sur une partie de son territoire et intégrée à la fédération de Bosnie-et-Herzégovine.                                                                       | |
| -       | Istočno Sarajevo | Sokolac               | 693,45               | 14 883           | 12 607             | Après la guerre de Bosnie-Herzégovine, plusieurs localités de la municipalité d'Olovo ont été rattachées à Sokolac. | |
| -       | Istočno Sarajevo | Trnovo                | 116,2                | -                | 2 192              | La municipalité a été formée après la guerre de Bosnie-Herzégovine sur l'ancienne municipalité de Trnovo d'avant guerre ; l'autre partie du territoire, portant aussi le nom de Trnovo, est intégrée à la fédération de Bosnie-et-Herzégovine. | |
|         | Prijedor         |                       |                      | 834,06           | 112 543            | 97 588 | |
|         | Trebinje         |                       |                      | 854,5            | 30 996             | 31 433 | Après la guerre de Bosnie, plusieurs localités de Trebinje ont été rattachées à la municipalité de Ravno, nouvellement recréée et intégrée à la fédération de Bosnie-et-Herzégovine. |

## District de Brčko
| Emblème | Nom               | Superficie (km²) | Population en 1991 | Population en 2013 | Commentaire éventuel                                   |
| ------- | ----------------- | ---------------- | ------------------ | ------------------ | ------------------------------------------------------ |
|         | District de Brčko | 493              | 87 627             | 93 028             | Ancienne municipalité, le district a été créé en 1999. |